# Ethel Doidge

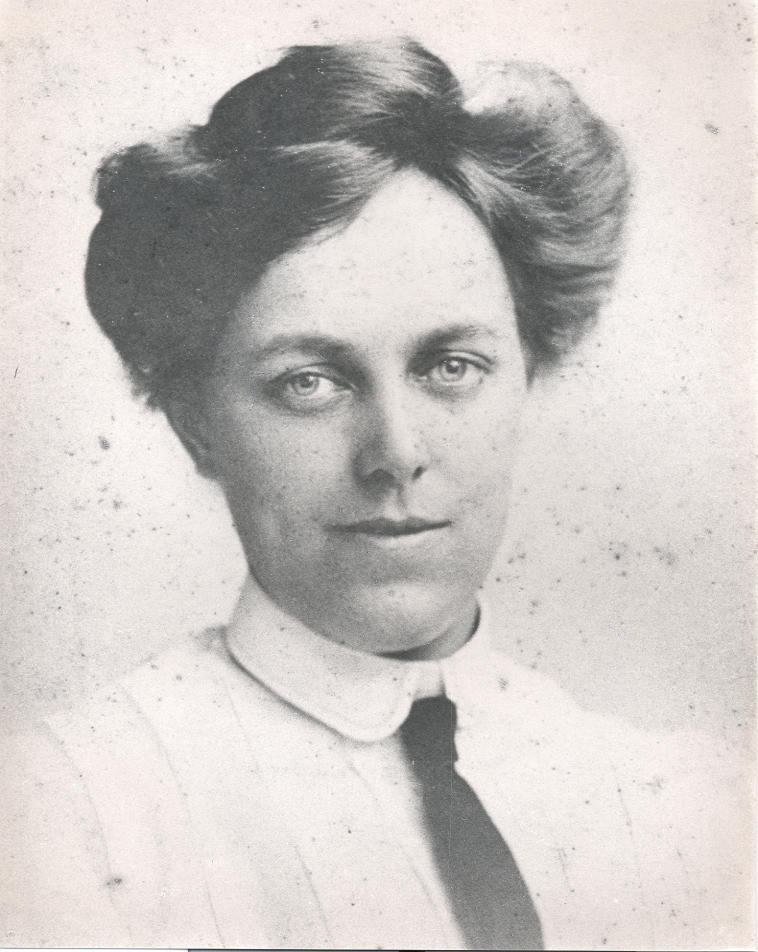
Ethel Doidge, 1910

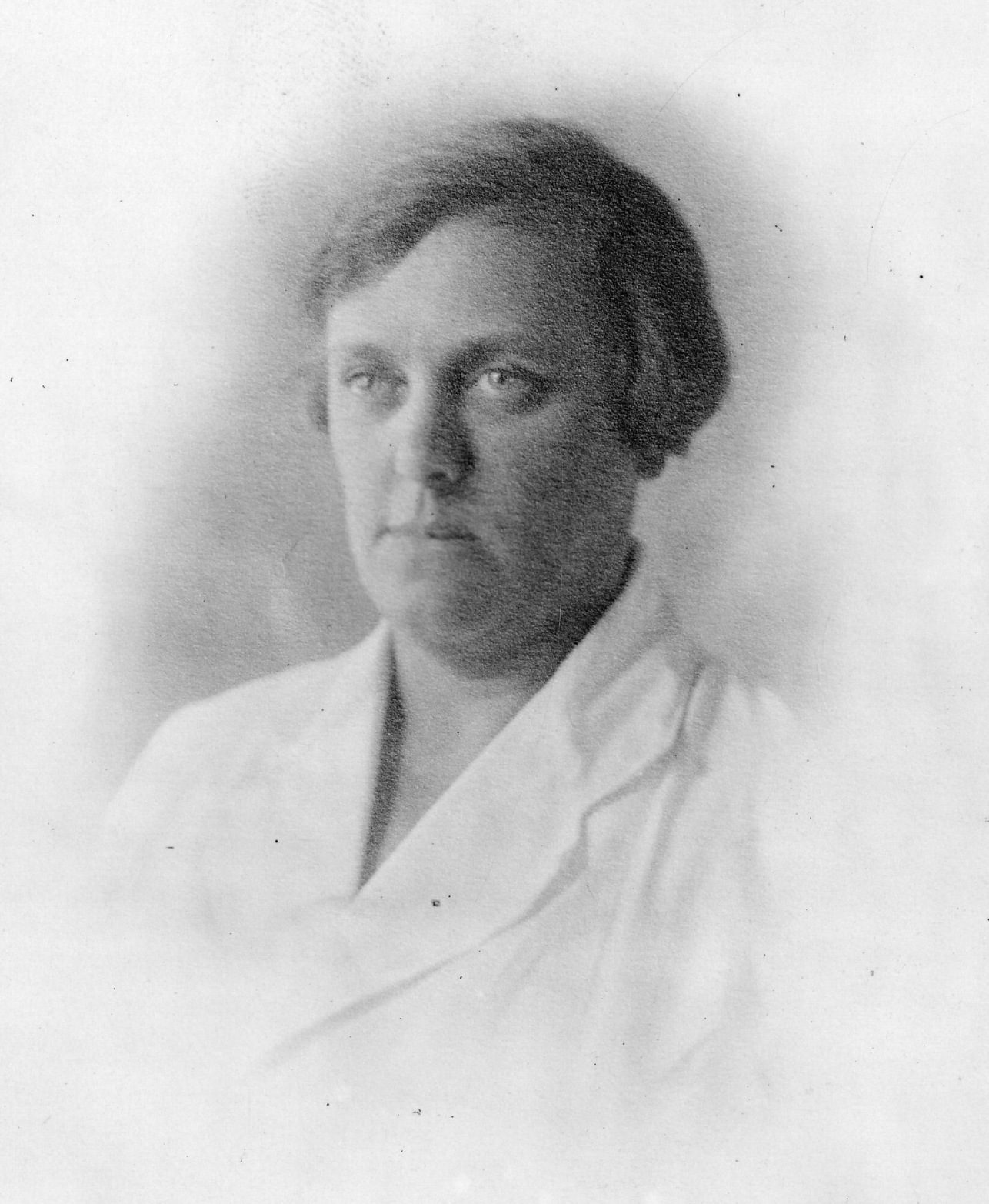
Ethel Doidge

Ethel Mary Doidge (* 31. Mai 1887 in Nottingham, England; † 22. September 1965 in Anerley, Provinz Natal, Südafrika) war eine englische Mykologin, Bakteriologin und Hochschullehrerin. Sie promovierte 1914 als erste Frau an der University of the Cape of Good Hope.

## Leben und Werk

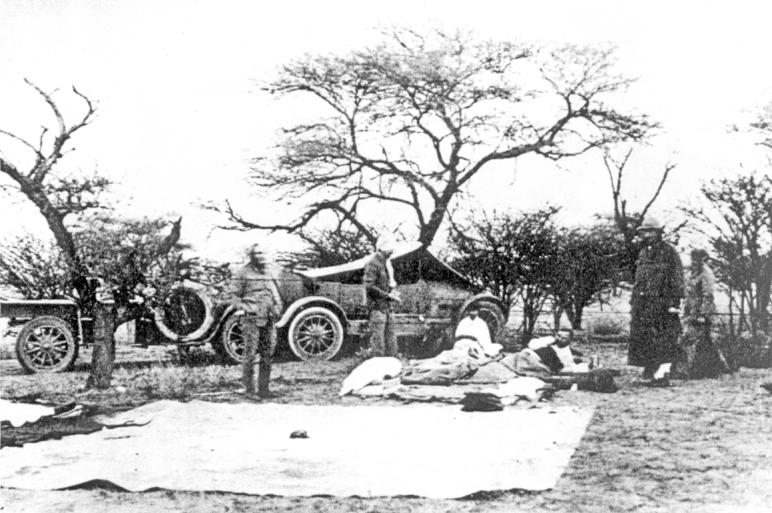
Eine Exkursion mit der südafrikanischen Mykologin und Bakteriologin Ethel Mary Doidge, 1920

Doidge war die Tochter des Chemikers Henry Doidge und seiner Frau Elizabeth Craven. Nachdem sie mit ihrer Familie 1897 nach Pietermaritzburg gezogen war, besuchte sie bis 1903 die Epworth School. Sie studierte danach Botanik mit Schwerpunkt Mykologie am Huguenot College in Wellington bei Bertha Stoneman. Nachdem sie dort 1907 ihren Bachelor of Arts erhalten hatte, zog sie nach Pretoria und wurde 1908 Assistentin von Illtyd Buller Pole-Evans im Landwirtschaftsministerium der Südafrikanischen Republik. 1909 erwarb sie ihren Master-Abschluss von der University of the Cape of Good Hope, die 1916 in die Universität von Südafrika umbenannt wurde, und erhielt für ihre Arbeit The Flora of Certain Kaffir Beers den Cornwall-and-York-Preis der Universität. 1910 wurde sie zum Professional Assistant in der Abteilung für Botanik und Mykologie befördert. Sie promovierte 1914 als erste Frau an der University of the Good Hope mit der Dissertation: A bacterial disease of mango. In ihrer Arbeit beschäftigte sie sich mit einer bis dahin unbekannten Pilzkrankheit, welche die lokale Mangoindustrie betraf, und daher war ihre Dissertation von hoher wirtschaftlicher Bedeutung. Ebenfalls erstmals beschrieb sie 1920 die bakterielle Fleckkrankheit.
1915 wurde sie Mitglied der South African Association for the Advancement of Science und war von 1918 bis 1919 Präsidentin der Sektion C, zu der auch die Botanik gehörte. Sie wurde als eine der Mitglieder des ersten Rates der University of South Africa ernannt. 1916 wurde sie Gründungsmitglied der South African Biological Society und war später Mitglied ihres Rates. 1919 wurde sie zur stellvertretenden Leiterin der Abteilung für Botanik und Pflanzenpathologie befördert und nahm 1924 an der Imperial Botanical Conference und der ersten Imperial Mycological Conference in London teil.
1929 wurde sie zur Chefpathologin der mykologischen Abteilung der neu geschaffenen Abteilung für Pflanzenindustrie ernannt, eine Position, die sie bis zu ihrer Pensionierung im Alter von 55 Jahren im Jahr 1942 innehatte.

## Forschung in der Mykologie
Während ihrer Anstellung veröffentlichte sie über ein breites Spektrum von Mikropilzen und auch einige Bakterien, insbesondere solche, die an Pflanzenkrankheiten beteiligt sind, weiterhin eine Checkliste von Pflanzenkrankheiten und Artikel über Rostpilze, Alternaria, Cercospora, Fusarium und Microthyriaceae. Sie veröffentlichte 519 neue Arten, hauptsächlich aus Südafrika. Ihr Nachschlagewerk  The South African fungi and lichens mit 1094 Seiten blieb jahrzehntelang die wichtigste Publikation zu dem Thema. Doidge bezog in ihre Arbeit die flechtenbildenden Pilze mit ein, die damals kaum in „Pilz“-Listen auftauchten. Diese wurden erst 1970 im Index of Fungi katalogisiert.
Ihr Engagement für den Aufbau einer umfangreichen Referenzsammlung zur Unterstützung der Identifizierung von Pilzarten bildeten die Grundlage der National Collection of Fungi in Pretoria (PREM), die derzeit 61.000 getrocknete Exemplare beherbergt. In den späten 1980er Jahren wurde die PPRI Living Culture Collection gegründet und beherbergt heute als Teil der South African National Collection of Fungi 19.000 lebende Pilzkulturen.
Die Taxonomie der in Südafrika heimischen Rostpilze ist weitgehend aufgrund einer Reihe von Veröffentlichungen von Doidge aus den Jahren von 1927 bis 1948 relativ gut bekannt. Sie erstellte 1950 eine umfassende Checkliste der im südlichen Afrika vorkommenden Rostpilze, einschließlich Angola, Botswana, Lesotho, Mosambik, Namibia, Südafrika, Swasiland und Simbabwe.
Doidge wird in den botanischen Namen von 15 Pilzen, den Phanerogamen Aplanodes doidgeana Marais und Crotalaria doidgeae Verdoorn, und dem Charophyten Nitella doidgeae geehrt.
Das Standard-Autorenkürzel Doidge wird verwendet, um diese Person als Autor zu kennzeichnen, wenn ein botanischer Name zitiert wird.

## Auszeichnungen und Ehrungen
- Fellow der Royal Society of South Africa
- 1912: Fellow der Linnean Society of London[4]
- 1920: Senior Captain Scott Memorial Medal, South African Biological Society
- Ihr zu Ehren die Vergabe der Ethel Mary Doidge Medal von der International Mycological Association

## Veröffentlichungen (Auswahl)
- 1915: A bacterial disease of the mango, Bacillus mangifera, n.sp. Annals of Applied Biology 2, S. 1–5.
- 1917: South African Perisporiaceae: I. Transactions of the Royal Society of South Africa 5, S. 713–750.
- 1919: South African Perisporiaceae: II. Revisional Notes. Transactions of the Royal Society of South Africa 7, S. 193–197.
- 1920: South African Perisporiaceae: III. Transactions of the Royal Society of South Africa 8, S. 107–143.
- 1924: South African Microthyraceae. Transactions of the Royal Society of South Africa 8, S. 235–282.
- 1926: A preliminary study of the South African rust fungi. Bothalia 2:1, S. 1–228.
- 1928: mit Hans Sydow: The South African species of the Meliolineae. Bothalia 2:2, S. 424–472.
- 1929: A study of some alternarias affecting citrus in South Africa. Union Department of Agriculture Science. Bulletin 69, S. 27.
- 1938: Some South African fusaria. Bothalia 3, S. 331–383.
- 1950: The South African fungi and lichens to the end of 1945. Bothalia 5, S. 1–1094.